# Lee Hae-in
Lee Hae-in, kor. 이해인 Lee Hae-in (ur. 16 kwietnia 2005 w Daejeon) – południowokoreańska łyżwiarka figurowa, startująca w konkurencji solistek. Wicemistrzyni świata (2023), mistrzyni (2023) i wicemistrzyni czterech kontynentów (2022), zwyciężczyni zawodów z cyklu Junior Grand Prix, wicemistrzyni Korei Południowej (2020).

## Osiągnięcia
| Zawody                                | 17–18          | 18–19          | 19–20          | 20–21          | 21–22          | 22–23          | 23–24          |                |                |                |                |                |                |                |                |                |                |                |
| Międzynarodowe                        | Międzynarodowe | Międzynarodowe | Międzynarodowe | Międzynarodowe | Międzynarodowe | Międzynarodowe | Międzynarodowe | Międzynarodowe | Międzynarodowe | Międzynarodowe | Międzynarodowe | Międzynarodowe | Międzynarodowe | Międzynarodowe | Międzynarodowe | Międzynarodowe | Międzynarodowe | Międzynarodowe |
| ------------------------------------- | -------------- | -------------- | -------------- | -------------- | -------------- | -------------- | -------------- | -------------- | -------------- | -------------- | -------------- | -------------- | -------------- | -------------- | -------------- | -------------- | -------------- | -------------- |
| Mistrzostwa świata                    |                |                |                | 10             | 7              | 2              | 6              |                |                |                |                |                |                |                |                |                |                |                |
| Mistrzostwa czterech kontynentów      |                |                |                |                | 2              | 1              | 11             |                |                |                |                |                |                |                |                |                |                |                |
| GP Grand Prix de France               |                |                |                |                | 10             | 4              | 4              |                |                |                |                |                |                |                |                |                |                |                |
| GP NHK Trophy                         |                |                |                |                |                |                | 4              |                |                |                |                |                |                |                |                |                |                |                |
| GP Skate America                      |                |                |                |                |                | 4              |                |                |                |                |                |                |                |                |                |                |                |                |
| GP Skate Canada International         |                |                |                |                | 7              |                |                |                |                |                |                |                |                |                |                |                |                |                |
| CS Finlandia Trophy                   |                |                |                |                |                | 4              |                |                |                |                |                |                |                |                |                |                |                |                |
| CS Memoriał Ondreja Nepeli            |                |                |                |                |                | 3              | 2              |                |                |                |                |                |                |                |                |                |                |                |
| Międzynarodowe: Kategorie młodzieżowe |                |                |                |                |                |                |                |                |                |                |                |                |                |                |                |                |                |                |
| Mistrzostwa świata juniorów           |                | 8              | 5              |                | WD             |                |                |                |                |                |                |                |                |                |                |                |                |                |
| JGP Finał                             |                |                | 5              |                |                |                |                |                |                |                |                |                |                |                |                |                |                |                |
| JGP w Austrii                         |                | 4              |                |                |                |                |                |                |                |                |                |                |                |                |                |                |                |                |
| JGP w Chorwacji                       |                |                | 1              |                |                |                |                |                |                |                |                |                |                |                |                |                |                |                |
| JGP na Łotwie                         |                |                | 1              |                |                |                |                |                |                |                |                |                |                |                |                |                |                |                |
| JGP w Słowenii                        |                | 3              |                |                |                |                |                |                |                |                |                |                |                |                |                |                |                |                |
| Asian Open Trophy                     | 1 N            | 1              |                |                |                |                |                |                |                |                |                |                |                |                |                |                |                |                |
| Krajowe                               |                |                |                |                |                |                |                |                |                |                |                |                |                |                |                |                |                |                |
| Mistrzostwa Korei Południowej         | 9              | 3              | 2              | 3              | 3              | 3              |                |                |                |                |                |                |                |                |                |                |                |                |

## Programy
| Sezon   | Program krótki (SP)                                                                                               | Program dowolny (FS) |
| ------- | --- | --- |
| 2023–24 | - Seirenes – Christopher Tin - Haktan Gelen Serbeti – Christopher Tin choreografia: Lori Nichol, Carolina Kostner | - Notre-Dame de Paris medley – Riccardo Cocciante choreografia: Shae-Lynn Bourne - Les sans-papiers - Vivre - Danse mon Esmeralda |
| 2022–23 | - Storm – Eric Radford choreografia: Tom Dickson                                                                  | - Upiór w operze – Andrew Lloyd Webber choreografia: Shae-Lynn Bourne                                                             |
| 2021–22 | - Ave Maria – Helen Fischer, oryg. Franz Schubert choreografia:Yeaji Shin                                         | - Homage to Korea – Ji Pyeong Kwon choreografia:Yeaji Shin                                                                        |
| 2020–21 | - Ave Maria – Franz Schubert choreografia: Shin Yea-ji                                                            | - Czarny łabędź – Clint Mansell choreografia: Shin Yea-ji                                                                         |
| 2019–20 | - Nokturn – Fryderyk Chopin choreografia: Scott Brown                                                             | - Firedance (z Riverdance) – Bill Whelan choreografia: Shin Yea-ji                                                                |
| 2018–19 | - Never Enough (z musicalu Król rozrywki) - Loren Allred, oryg. Justin Paul, Benj Pasek                           | - West Side Story – Leonard Bernstein                                                                                             |